# Б-101
Б-101 — советская подводная лодка проекта 641. Заводской номер — 807.

## История
- 6 апреля 1963 года зачислена в списки кораблей ВМФ.
- 19 июня 1963 года заложена на эллинге судостроительного завода «Судомех» в Ленинграде как большая подводная лодка.[1]
- 30 августа 1963 года спущена на воду.[1]
- Осенью 1963 года переведена по внутренним водным системам на сдаточную базу завода в Северодвинск для прохождения сдаточных испытаний.
- 29 мая 1964 года вступила в строй.[1]
- 18 июня 1964 года включена в состав Северного флота.
- Лето — осень 1964 года — совершила межфлотский переход по Севморпути из Екатерининской гавани на Дальний Восток в бухту Тарья.
- 1 октября 1964 года перечислена в состав 182 бригады подводных лодок Камчатской военной флотилии Тихоокеанского флота с местом базирования в бухте Тарья.
- 1969 год — перечислена в состав 19 бригады подводных лодок Краснознаменного Тихоокеанского флота с местом базирования в бухте Малый Улисс.
- Не позднее 1975 года — перечислена в состав 182 отдельной бригады подводных лодок Камчатской военной флотилии Краснознаменного Тихоокеанского флота с местом базирования в бухте Бечевинской.
- С июня по декабрь 1976 года — поход из бухты Бечевинской в Сомали (Бербера) под командованием капитана 2 ранга Шачнева.
- 1977 год — после УНР боевое дежурство в Беринговом море (командир Ребриков В. И., старпом Кубрин А. К., замполит Григорьев С. П.).
- 1978 год — сбор-поход в составе группы кораблей. На борту лодки находился корреспондент газеты «Тихоокеанская вахта» старший лейтенант Н. Катихин. Статья опубликована в номере 223 26 сентября 1978 года.
- Весной 1979 года — дальний поход (Вьетнам, база Камрань).
- С 1 сентября 1982 года по 16 февраля 1983 года выполнила задачи боевой службы «Регул» под командованием капитана 3 ранга Трухина В. А. с научными целями по маршрутам морской гравиметрической съемки № 16 и № 18 в центральной части Тихого океана и в восточной части Индийского океана в обеспечении оис «Башкирия» и 332 экипажа под командованием капитана 3 ранга Малышева Г. Г. и двух гравиметрических партий под руководством капитан-лейтенанта Тихонова А. Г. и старшего лейтенанта Камалова Ф. Ф.
- 1989 год (примерно) — перечислена в состав 19 бригады подводных лодок Краснознаменного Тихоокеанского флота с местом базирования в бухте Малый Улисс.
- 1 октября 1989 года выведена из боевого состава ВМФ и поставлена в консервацию в бухте Малый Улисс.
- 1 октября 1991 года выведена из консервации и введена в строй.
- 30 июня 1993 года исключена из состава ВМФ в связи со сдачей в ОРВИ и оставлена у пирса в бухте Малый Улисс, где дважды тонула, но вскоре поднималась на судоподъемных понтонах.
- Сентябрь 1996 года — легла на грунт у пирса № 7 из-за затопления части отсеков.
- 1996 год (примерно) — поднята силами АСС флота и отбуксирована для разделки на металл в бухту Улисс и оставлена на плаву, где впоследствии затонула из-за неисправности забортной арматуры.
- 2004 год — поднята и отбуксирована в ОАО 178 СРЗ «Дальзавод» для разделки на металл. Пресс-службой ВМФ РФ ошибочно сообщалось о затоплении корпуса подводной лодки «Б-101» при попытке буксировки 7 января 2004 года. В действительности затонула поднятая с грунта подводная лодка «Б-15», в то время, когда «Б-101» находилась ещё в полузатопленном положении в бухте Улисс.

## Командиры
- Доценко (196?-196?)
- Шелковенко В. (196?-196?)
- Катон А.П(Г). (196?-07.1971)
- Смирнов Г. Ф. (29.07.1971 — 27.08.1973)
- Чефонов О. Г. (10.1974 — 05.1975)
- Доценко (197?-197?)
- Шелковенко (18.01.1977 — 31.10.1977)
- Шачнев (197?-1976-1977)
- Ребриков В. И. (02.1977-1980)
- Доценко И. И. (1980—1981);
- Трухин В. А. (1981-04.1983)
- Корнев В. (04.83 — 1984);
- Головань А. И. (1984—1985);
- Петрович Ч. Ч. (19??-199?)
- Кантемир В. С. (1989—1993).
- Совертокин В. (1993)[2][3]